# طائر النمنمة (مسلسل)
قصة مسلسل طائر النمنمة هو مسلسل تركي درامي رومانسي داخل إطار تاريخي، وهو من المسلسلات العائلية، يتكون من جزء واحد يضم اثنين وسبعين حلقة تصل مدة الحلقة الواحدة إلى حوالي ساعتين، تم إنتاج مسلسل طائر النمنمة عام 2013 من إخراج دوغان أوميت كراجة (Doğan Ümit Karaca)، وجان ارماك (Çağan Irmak، وبطولة بوراك أوزجيفيت Burak Özçivit، وفخرية أوجن Fahriye Evcen، وإيرول أيدين Erol Aydin، وصورت مشاهد المسلسل في مدينة إسطنبول، وحقق المسلسل نجاح كبير حيث حقق نسبة عالية في المشاهدة، كما حصل على تقييم 7. 4 من 10، ويذكر أن المسلسل تم اقتباسه من رواية طائر النمنمة Çalikusu، والتي كتبها الكاتب رشاد نوري غونتكين في عام 1922.